# Andrzej Fałkowski

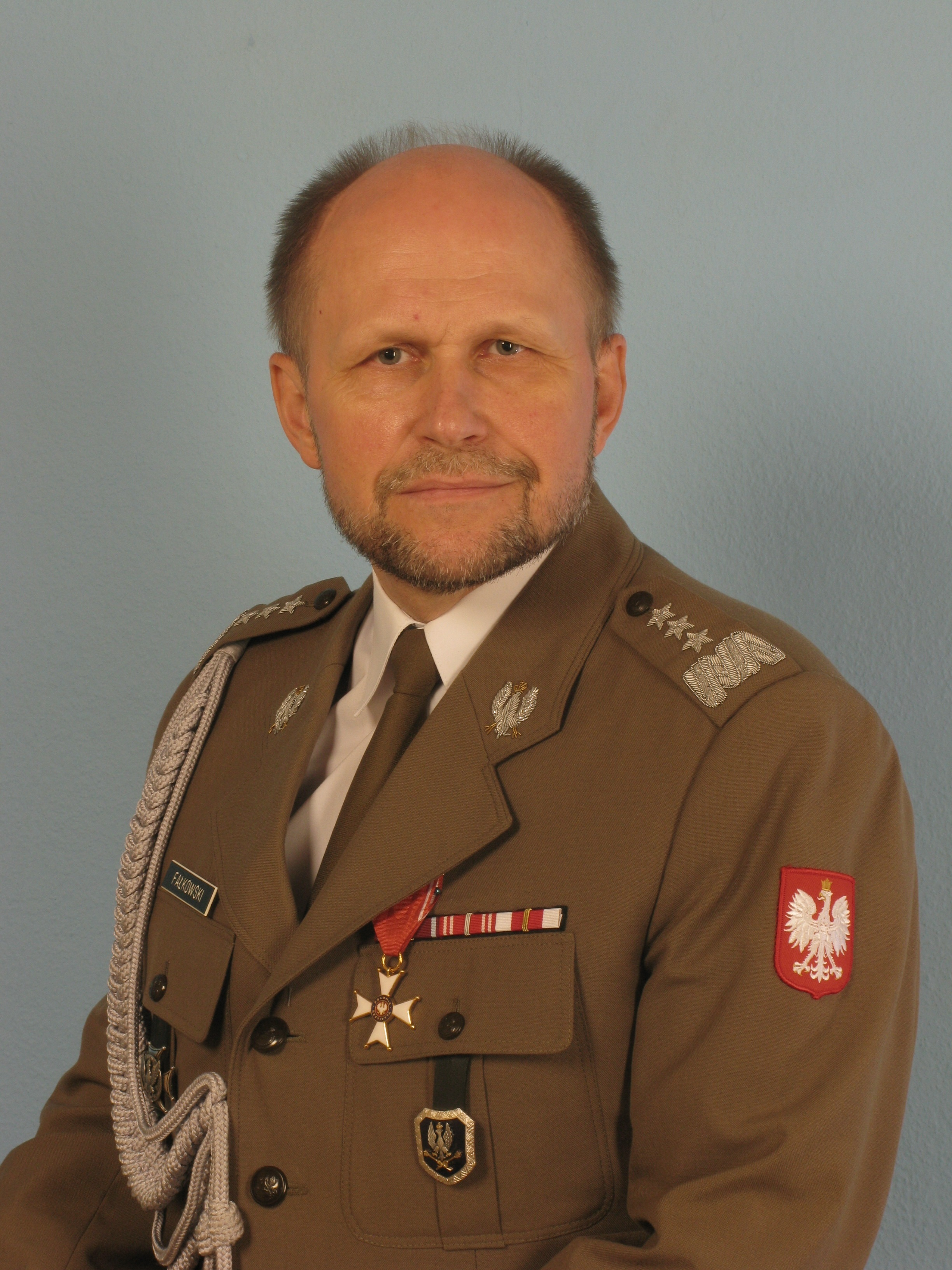
Andrzej Fałkowski (2015)

Andrzej Fałkowski  (* 1959 in Rypin) ist ein polnischer Generalleutnant.
Fałkowski wurde 1997 an der Universität Łódź promoviert. Der ehemalige stellvertretende Leiter des Generalstabs der Streitkräfte Polens ist Vertreter seiner Streitkräfte im NATO-Militärausschuss und im Militärausschuss der Europäischen Union in Brüssel.
Fałkowski gehört zu den 89 Personen aus der Europäischen Union, gegen die Moskau in Zusammenhang mit der Annexion der Krim durch Russland  ein Einreiseverbot verhängt hat.